# Giro d'Italia 2020
103. ročník etapového cyklistického závodu Giro d'Italia se konal mezi 3. a 25. říjnem 2020. Vítězem se stal Brit Tao Geoghegan Hart (Ineos Grenadiers), který se stal teprve druhým britským vítězem Gira po Chrisi Froomovi, jenž opanoval ročník 2018. Na druhém a třetím místě se umístili Australan Jai Hindley a Nizozemec Wilco Kelderman (oba Team Sunweb).
Vítězem bodovací soutěže se stal Francouz Arnaud Démare z týmu Groupama–FDJ, jenž vyhrál etapy 4, 6, 7 a 11. Jeho hlavním rivalem v boji o fialový dres byl Slovák Peter Sagan (Bora–Hansgrohe), ten však nebyl schopen Démara porazit ani v jednom hromadném sprintu a i přes vítězství v 10. etapě ho nepřekonal. Maglia Azzurra pro nejlepšího vrchaře získal Portugalec Ruben Guerreiro (EF Pro Cycling). Vedení v této klasifikaci se ujal po 9. etapě, kterou vyhrál, a kromě 2 dní, v nichž dres propůjčil Italovi Giovannimu Viscontimu (Vini Zabù–Brado–KTM), se už do modré oblékl po každé etapě až do cíle v Miláně. Nejlepším mladým jezdcem se stal celkový vítěz Tao Geoghegan Hart (Ineos Grenadiers) a získal tak bílý dres stejně jako v celkovém pořadí před Australanem Jaiem Hindleym (Team Sunweb). Soutěž týmů získal Hartův tým Ineos Grenadiers, který kromě celkového vítězství posbíral ještě 7 etapových triumfů, z toho 4 díky Filippu Gannovi, 2 díky Hartovi a 1 díky Jhonatanu Narváezovi.
Závod byl ovlivněn pandemií koronaviru v Itálii, a společně s dalšími italskými závody byl v březnu 2020 odložen. Poté, co maďarská vláda oznámila, že nedovolí uspořádat Grande Partenza v Maďarsku, se pořadatel Gira RCS Sport rozhodl závod odložit na neurčito. 15. dubna Mezinárodní cyklistická unie oznámila, že Giro d'Italia a Vuelta a España se budou konat na podzim po Světovém šampionátu v silniční cyklistice. 5. května UCI oznámila, že odložené Giro se bude konat mezi 3. a 25. říjnem.

## Týmy
Závodu se celkem zúčastnilo 22 týmů. Všem 19 UCI WorldTeamům bylo umožněno se zúčastnit závodu. Zároveň také byly pozvány tři UCI ProTeamy na divokou kartu. Seznam týmů byl oznámen 16. ledna 2020. 13. října, před startem 10. etapy, oznámily týmy Mitchelton–Scott a Team Jumbo–Visma, že odstupují ze závodu poté, co byli jejich někteří jezdci pozitivně otestováni na covid-19.
Týmy, které se zúčastnily závodu, byly:
UCI WorldTeamy
- AG2R La Mondiale
- Astana
- Bahrain–McLaren
- Bora–Hansgrohe
- CCC Team
- Cofidis
- Deceuninck–Quick-Step
- EF Pro Cycling
- Groupama–FDJ
- Israel Start-Up Nation
- Lotto–Soudal
- Mitchelton–Scott
- Movistar Team
- NTT Pro Cycling
- Ineos Grenadiers
- Team Jumbo–Visma
- Team Sunweb
- Trek–Segafredo
- UAE Team Emirates

UCI ProTeamy
- Androni Giocattoli–Sidermec
- Bardiani–CSF–Faizanè
- Vini Zabù–Brado–KTM

## Favorité před závodem
Geraint Thomas (Ineos Grenadiers), vítěz Tour de France 2018, byl považován za hlavního favorita na vítězství. Simon Yates (Mitchelton–Scott) byl považován za jeho hlavního vyzyvatele, poté, co Thomase porazil na Tirrenu–Adriaticu. Steven Kruijswijk (Team Jumbo–Visma) byl dalším favoritem, stejně jako jediný bývalý vítěz ve startovním poli – dvojnásobný vítěz z let 2013 a 2016 Vincenzo Nibali (Trek–Segafredo). Tři jezdci Astany Jakob Fuglsang, Miguel Ángel López a Aleksandr Vlasov byli též považováni za favority. Další jezdci považovaní za favority byli Rafal Majka (Bora–Hansgrohe) a Wilco Kelderman (Team Sunweb). Remco Evenepoel (Deceuninck–Quick-Step) byl původně také považován za favorita, ale do závodu nenastoupil kvůli zraněním, které utrpěl v závodu Il Lombardia.
Jezdci považování za favority na vítězství v rovinatých etapách byli Arnaud Démare (Groupama–FDJ), Fernando Gaviria (UAE Team Emirates), Peter Sagan (Bora–Hansgrohe), jenž se Gira zúčastnil poprvé v kariéře, Elia Viviani (Cofidis) a Michael Matthews (Team Sunweb).

## Trasa a etapy
| Etapa | Datum     | Trasa                                     | Vzdálenost | Typ       | Typ                  | Vítěz                    |           |
| ----- | --------- | ----------------------------------------- | ---------- | --------- | -------------------- | ------------------------ | --------- |
| 1     | 3. října  | Monreale - Palermo                        | 15 km      |           | Individuální časovka | Filippo Ganna (ITA)      |           |
| 2     | 4. října  | Alcamo - Agrigento                        | 149 km     |           | Kopcovitá etapa      | Diego Ulissi (ITA)       |           |
| 3     | 5. října  | Enna - Etna                               | 150 km     |           | Horská etapa         | Jonathan Caicedo (ECU)   |           |
| 4     | 6. října  | Catania - Villafranca Tirrena             | 140 km     |           | Rovinatá etapa       | Arnaud Démare (FRA)      |           |
| 5     | 7. října  | Mileto - Camigliatello Silano             | 225 km     |           | Středně těžká etapa  | Filippo Ganna (ITA)      |           |
| 6     | 8. října  | Castrovillari - Matera                    | 188 km     |           | Rovinatá etapa       | Arnaud Démare (FRA)      |           |
| 7     | 9. října  | Matera - Brindisi                         | 143 km     |           | Rovinatá etapa       | Arnaud Démare (FRA)      |           |
| 8     | 10. října | Giovinazzo - Vieste                       | 200 km     |           | Středně horská etapa | Alex Dowsett (GBR)       |           |
| 9     | 11. října | San Salvo - Roccaraso (Aremogna)          | 207 km     |           | Horská etapa         | Ruben Guerreiro (POR)    |           |
|       | 12. října |                                           |            |           | Den odpočinku        | Den odpočinku            |           |
| 10    | 13. října | Lanciano - Tortoreto                      | 177 km     |           | Středně těžká etapa  | Peter Sagan (SVK)        |           |
| 11    | 14. října | Porto Sant'Elpidio - Rimini               | 182 km     |           | Rovinatá etapa       | Arnaud Démare (FRA)      |           |
| 12    | 15. října | Cesenatico - Cesenatico                   | 204 km     |           | Středně těžká etapa  | Jhonatan Narváez (ECU)   |           |
| 13    | 16. října | Cervia - Monselice                        | 192 km     |           | Kopcovitá etapa      | Diego Ulissi (ITA)       |           |
| 14    | 17. října | Conegliano - Valdobbiadene                | 34,1 km    |           | Individuální časovka | Filippo Ganna (ITA)      |           |
| 15    | 18. října | Base Aerea Rivolto - Piancavallo          | 185 km     |           | Horská etapa         | Tao Geoghegan Hart (GBR) |           |
|       | 19. října |                                           |            |           | Den odpočinku        | Den odpočinku            |           |
| 16    | 20. října | Udine - San Daniele del Friuli            | 229 km     |           | Středně těžká etapa  | Jan Tratnik (SLO)        |           |
| 17    | 21. října | Bassano del Grappa - Madonna di Campiglio | 203 km     |           | Horská etapa         | Ben O'Connor (AUS)       |           |
| 18    | 22. října | Pinzolo - Laghi di Cancano                | 207 km     |           | Horská etapa         | Jai Hindley (AUS)        |           |
| 19    | 23. října | Morbegno Abbiategrasso - Asti             | 124,5 km   |           | Rovinatá etapa       | Josef Černý (CZE)        |           |
| 20    | 24. října | Alba - Sestriere                          | 190 km     |           | Horská etapa         | Tao Geoghegan Hart (GBR) |           |
| 21    | 25. října | Cernusco sul Naviglio - Milán             | 15,7 km    |           | Individuální časovka | Filippo Ganna (ITA)      |           |
|       | Celkem    | Celkem                                    | 3361,4 km  | 3361,4 km | 3361,4 km            | 3361,4 km                | 3361,4 km |

## Průběžné pořadí
| Etapa          | Vítěz              | Celkové pořadí     | Bodovací soutěž | Vrchařská soutěž  | Soutěž mladých jezdců | Soutěž týmů           | Sprinterská soutěž | Soutěž bojovnosti | Soutěž úniků      | Soutěž Fair Play      |
| -------------- | ------------------ | ------------------ | --------------- | ----------------- | --------------------- | --------------------- | ------------------ | ----------------- | ----------------- | --------------------- |
| 1              | Filippo Ganna      | Filippo Ganna      | Filippo Ganna   | Rick Zabel        | Filippo Ganna         | Ineos Grenadiers      | neuděleno          | Filippo Ganna     | neuděleno         | Ineos Grenadiers      |
| 2              | Diego Ulissi       | Filippo Ganna      | Diego Ulissi    | Peter Sagan       | Filippo Ganna         | Ineos Grenadiers      | Thomas De Gendt    | Thomas De Gendt   | Ben Gastauer      | Ineos Grenadiers      |
| 3              | Jonathan Caicedo   | João Almeida       | Diego Ulissi    | Jonathan Caicedo  | João Almeida          | Deceuninck–Quick-Step | Thomas De Gendt    | Jonathan Caicedo  | Giovanni Visconti | Deceuninck–Quick-Step |
| 4              | Arnaud Démare      | João Almeida       | Peter Sagan     | Jonathan Caicedo  | João Almeida          | Deceuninck–Quick-Step | Thomas De Gendt    | Jonathan Caicedo  | Giovanni Visconti | Team Sunweb           |
| 5              | Filippo Ganna      | João Almeida       | Peter Sagan     | Filippo Ganna     | João Almeida          | Deceuninck–Quick-Step | Thomas De Gendt    | Jonathan Caicedo  | Filippo Ganna     | Team Sunweb           |
| 6              | Arnaud Démare      | João Almeida       | Arnaud Démare   | Filippo Ganna     | João Almeida          | Deceuninck–Quick-Step | Mattia Bais        | Jonathan Caicedo  | Mattia Bais       | Trek–Segafredo        |
| 7              | Arnaud Démare      | João Almeida       | Arnaud Démare   | Filippo Ganna     | João Almeida          | Deceuninck–Quick-Step | Marco Frapporti    | Arnaud Démare     | Mattia Bais       | Trek–Segafredo        |
| 8              | Alex Dowsett       | João Almeida       | Arnaud Démare   | Filippo Ganna     | João Almeida          | Ineos Grenadiers      | Marco Frapporti    | Arnaud Démare     | Mattia Bais       | Trek–Segafredo        |
| 9              | Ruben Guerreiro    | João Almeida       | Arnaud Démare   | Ruben Guerreiro   | João Almeida          | Ineos Grenadiers      | Marco Frapporti    | Ruben Guerreiro   | Salvatore Puccio  | Movistar Team         |
| 10             | Peter Sagan        | João Almeida       | Arnaud Démare   | Ruben Guerreiro   | João Almeida          | Ineos Grenadiers      | Marco Frapporti    | Peter Sagan       | Salvatore Puccio  | Movistar Team         |
| 11             | Arnaud Démare      | João Almeida       | Arnaud Démare   | Ruben Guerreiro   | João Almeida          | Ineos Grenadiers      | Marco Frapporti    | Peter Sagan       | Mattia Bais       | Movistar Team         |
| 12             | Jhonatan Narváez   | João Almeida       | Arnaud Démare   | Ruben Guerreiro   | João Almeida          | Ineos Grenadiers      | Marco Frapporti    | Peter Sagan       | Mattia Bais       | AG2R La Mondiale      |
| 13             | Diego Ulissi       | João Almeida       | Arnaud Démare   | Ruben Guerreiro   | João Almeida          | Ineos Grenadiers      | Simon Pellaud      | Simon Pellaud     | Mattia Bais       | AG2R La Mondiale      |
| 14             | Filippo Ganna      | João Almeida       | Arnaud Démare   | Ruben Guerreiro   | João Almeida          | Ineos Grenadiers      | Simon Pellaud      | Simon Pellaud     | Mattia Bais       | AG2R La Mondiale      |
| 15             | Tao Geoghegan Hart | João Almeida       | Arnaud Démare   | Giovanni Visconti | João Almeida          | Ineos Grenadiers      | Simon Pellaud      | Simon Pellaud     | Mattia Bais       | AG2R La Mondiale      |
| 16             | Jan Tratnik        | João Almeida       | Arnaud Démare   | Giovanni Visconti | João Almeida          | Ineos Grenadiers      | Simon Pellaud      | Simon Pellaud     | Mattia Bais       | Groupama–FDJ          |
| 17             | Ben O'Connor       | João Almeida       | Arnaud Démare   | Ruben Guerreiro   | João Almeida          | Ineos Grenadiers      | Simon Pellaud      | Thomas De Gendt   | Mattia Bais       | Groupama–FDJ          |
| 18             | Jai Hindley        | Wilco Kelderman    | Arnaud Démare   | Ruben Guerreiro   | Jai Hindley           | Ineos Grenadiers      | Simon Pellaud      | Thomas De Gendt   | Mattia Bais       | Groupama–FDJ          |
| 19             | Josef Černý        | Wilco Kelderman    | Arnaud Démare   | Ruben Guerreiro   | Jai Hindley           | Ineos Grenadiers      | Simon Pellaud      | Thomas De Gendt   | Mattia Bais       | Groupama–FDJ          |
| 20             | Tao Geoghegan Hart | Jai Hindley        | Arnaud Démare   | Ruben Guerreiro   | Jai Hindley           | Ineos Grenadiers      | Simon Pellaud      | Thomas De Gendt   | Mattia Bais       | Groupama–FDJ          |
| 21             | Filippo Ganna      | Tao Geoghegan Hart | Arnaud Démare   | Ruben Guerreiro   | Tao Geoghegan Hart    | Ineos Grenadiers      | Simon Pellaud      | Thomas De Gendt   | Mattia Bais       | Groupama–FDJ          |
| Konečné pořadí | Konečné pořadí     | Tao Geoghegan Hart | Arnaud Démare   | Ruben Guerreiro   | Tao Geoghegan Hart    | Ineos Grenadiers      | Simon Pellaud      | Thomas De Gendt   | Mattia Bais       | Groupama–FDJ          |

## Konečné pořadí
| Legenda | Legenda                           | Legenda | Legenda                                   |
| ------- | --------------------------------- | ------- | ----------------------------------------- |
|         | Označuje vítěze celkového pořadí. |         | Označuje vítěze vrchařské soutěže.        |
|         | Označuje vítěze bodovací soutěže. |         | Označuje vítěze soutěže jezdců do 25 let. |

### Celkové pořadí
| Pořadí | Jezdec                    | Tým                   | Čas         |
| ------ | ------------------------- | --------------------- | ----------- |
| 1      | Tao Geoghegan Hart (GBR)  | Ineos Grenadiers      | 85h 40' 21" |
| 2      | Jai Hindley (AUS)         | Team Sunweb           | + 39"       |
| 3      | Wilco Kelderman (NED)     | Team Sunweb           | + 1' 29"    |
| 4      | João Almeida (POR)        | Deceuninck–Quick-Step | + 2' 57"    |
| 5      | Pello Bilbao (ESP)        | Bahrain–McLaren       | + 3' 09"    |
| 6      | Jakob Fuglsang (DEN)      | Astana                | + 7' 02"    |
| 7      | Vincenzo Nibali (ITA)     | Trek–Segafredo        | + 8' 15"    |
| 8      | Patrick Konrad (AUT)      | Bora–Hansgrohe        | + 8' 42"    |
| 9      | Fausto Masnada (ITA)      | Deceuninck–Quick-Step | + 9' 57"    |
| 10     | Hermann Pernsteiner (AUT) | Bahrain–McLaren       | + 11' 05"   |

### Bodovací soutěž
| Pořadí | Jezdec                   | Tým                         | Body |
| ------ | ------------------------ | --------------------------- | ---- |
| 1      | Arnaud Démare (FRA)      | Groupama–FDJ                | 233  |
| 2      | Peter Sagan (SVK)        | Bora–Hansgrohe              | 184  |
| 3      | João Almeida (POR)       | Deceuninck–Quick-Step       | 108  |
| 4      | Filippo Ganna (ITA)      | Ineos Grenadiers            | 87   |
| 5      | Josef Černý (CZE)        | CCC Team                    | 78   |
| 6      | Andrea Vendrame (ITA)    | AG2R La Mondiale            | 78   |
| 7      | Diego Ulissi (ITA)       | UAE Team Emirates           | 77   |
| 8      | Simon Pellaud (SUI)      | Androni Giocattoli–Sidermec | 70   |
| 9      | Tao Geoghegan Hart (GBR) | Ineos Grenadiers            | 66   |
| 10     | Patrick Konrad (AUT)     | Bora–Hansgrohe              | 61   |

### Vrchařská soutěž
| Pořadí | Jezdec                     | Tým              | Body |
| ------ | -------------------------- | ---------------- | ---- |
| 1      | Ruben Guerreiro (POR)      | EF Pro Cycling   | 234  |
| 2      | Tao Geoghegan Hart (GBR)   | Ineos Grenadiers | 157  |
| 3      | Thomas De Gendt (BEL)      | Lotto–Soudal     | 122  |
| 4      | Rohan Dennis (AUS)         | Ineos Grenadiers | 119  |
| 5      | Ben O'Connor (AUS)         | NTT Pro Cycling  | 71   |
| 6      | Jai Hindley (AUS)          | Team Sunweb      | 71   |
| 7      | Wilco Kelderman (NED)      | Team Sunweb      | 55   |
| 8      | Filippo Ganna (ITA)        | Ineos Grenadiers | 48   |
| 9      | Jonathan Castroviejo (ESP) | Ineos Grenadiers | 45   |
| 10     | Einer Rubio (COL)          | Movistar Team    | 44   |

### Soutěž jezdců do 25 let
| Pořadí | Jezdec                       | Tým                   | Čas          |
| ------ | ---------------------------- | --------------------- | ------------ |
| 1      | Tao Geoghegan Hart (GBR)     | Ineos Grenadiers      | 85h 40' 21"  |
| 2      | Jai Hindley (AUS)            | Team Sunweb           | + 39"        |
| 3      | João Almeida (POR)           | Deceuninck–Quick-Step | + 2' 57"     |
| 4      | Sergio Samitier (ESP)        | Movistar Team         | + 35' 29"    |
| 5      | James Knox (GBR)             | Deceuninck–Quick-Step | + 37' 41"    |
| 6      | Brandon McNulty (USA)        | UAE Team Emirates     | + 38' 10"    |
| 7      | Aurélien Paret-Peintre (FRA) | AG2R La Mondiale      | + 45' 04"    |
| 8      | Ben O'Connor (AUS)           | NTT Pro Cycling       | + 1h 02' 57" |
| 9      | Sam Oomen (NED)              | Team Sunweb           | + 1h 03' 46" |
| 10     | Matteo Fabbro (ITA)          | Bora–Hansgrohe        | + 1h 13' 49" |

### Soutěž týmů
| Pořadí | Tým                   | Čas          |
| ------ | --------------------- | ------------ |
| 1      | Ineos Grenadiers      | 257h 15' 58" |
| 2      | Deceuninck–Quick-Step | + 22' 32"    |
| 3      | Team Sunweb           | + 28' 50"    |
| 4      | Bahrain–McLaren       | + 32' 50"    |
| 5      | Bora–Hansgrohe        | + 1h 12' 34" |
| 6      | NTT Pro Cycling       | + 1h 49' 59" |
| 7      | AG2R La Mondiale      | + 2h 04' 38" |
| 8      | Movistar Team         | + 2h 08' 26" |
| 9      | Astana                | + 2h 29' 44" |
| 10     | Trek–Segafredo        | + 2h 42' 36" |

### Sprinterská soutěž
| Pořadí | Jezdec                  | Tým                         | Body |
| ------ | ----------------------- | --------------------------- | ---- |
| 1      | Simon Pellaud (SUI)     | Androni Giocattoli–Sidermec | 78   |
| 2      | Thomas De Gendt (BEL)   | Lotto–Soudal                | 56   |
| 3      | Marco Frapporti (ITA)   | Vini Zabù–Brado–KTM         | 44   |
| 4      | Mattia Bais (ITA)       | Androni Giocattoli–Sidermec | 34   |
| 5      | Jhonatan Restrepo (COL) | Androni Giocattoli–Sidermec | 28   |
| 6      | Andrea Vendrame (ITA)   | AG2R La Mondiale            | 25   |
| 7      | Peter Sagan (SVK)       | Bora–Hansgrohe              | 21   |
| 8      | Francesco Romano (ITA)  | Bardiani–CSF–Faizanè        | 20   |
| 9      | Héctor Carretero (ESP)  | Movistar Team               | 19   |
| 10     | Matthew Holmes (GBR)    | Lotto–Soudal                | 17   |

### Soutěž bojovnosti
| Pořadí | Jezdec                   | Tým                         | Body |
| ------ | ------------------------ | --------------------------- | ---- |
| 1      | Thomas De Gendt (BEL)    | Lotto–Soudal                | 55   |
| 2      | Simon Pellaud (SUI)      | Androni Giocattoli–Sidermec | 52   |
| 3      | Tao Geoghegan Hart (GBR) | Ineos Grenadiers            | 45   |
| 4      | Ruben Guerreiro (POR)    | EF Pro Cycling              | 45   |
| 5      | Peter Sagan (SVK)        | Bora–Hansgrohe              | 40   |
| 6      | Rohan Dennis (AUS)       | Ineos Grenadiers            | 39   |
| 7      | Filippo Ganna (ITA)      | Ineos Grenadiers            | 37   |
| 8      | Jai Hindley (AUS)        | Team Sunweb                 | 36   |
| 9      | João Almeida (POR)       | Deceuninck–Quick-Step       | 35   |
| 10     | Arnaud Démare (FRA)      | Groupama–FDJ                | 33   |

### Úniková soutěž
| Pořadí | Jezdec                   | Tým                         | Kilometry |
| ------ | ------------------------ | --------------------------- | --------- |
| 1      | Mattia Bais (ITA)        | Androni Giocattoli–Sidermec | 458       |
| 2      | Marco Frapporti (ITA)    | Vini Zabù–Brado–KTM         | 428       |
| 3      | Simon Pellaud (SUI)      | Androni Giocattoli–Sidermec | 352       |
| 4      | Matthew Holmes (GBR)     | Lotto–Soudal                | 336       |
| 5      | Salvatore Puccio (ITA)   | Ineos Grenadiers            | 320       |
| 6      | Alessandro Tonelli (ITA) | Bardiani–CSF–Faizanè        | 307       |
| 7      | Filippo Ganna (ITA)      | Ineos Grenadiers            | 304       |
| 8      | Simone Ravanelli (ITA)   | Androni Giocattoli–Sidermec | 304       |
| 9      | Francesco Romano (ITA)   | Bardiani–CSF–Faizanè        | 263       |
| 10     | Thomas De Gendt (BEL)    | Lotto–Soudal                | 237       |

### Soutěž Fair play
| Pořadí | Tým                         | Body |
| ------ | --------------------------- | ---- |
| 1      | Groupama–FDJ                | 0    |
| 2      | Androni Giocattoli–Sidermec | 0.5  |
| 3      | Team Sunweb                 | 20   |
| 4      | AG2R La Mondiale            | 20   |
| 5      | CCC Team                    | 20   |
| 6      | Bora–Hansgrohe              | 40   |
| 7      | Deceuninck–Quick-Step       | 60   |
| 8      | Vini Zabù–Brado–KTM         | 70   |
| 9      | UAE Team Emirates           | 85   |
| 10     | NTT Pro Cycling             | 100  |